# Bag (Musiker)
Bag (Eigenschreibweise: BAG), eigentlich Alex Chuaqui, (* 1958) ist ein kanadischer Musiker. Er war Mitbegründer der Band Queen City Kids, mit der er 2007 in die Western Canada Music Hall of Fame aufgenommen wurde. Unter seinem Pseudonym BAG veröffentlichte er 2005 ein Soloalbum.

## Hintergrund
Chuaqui lernte als Kind das Spiel mit Violine und Gitarre. Als er zwölf Jahre alt war, gründete er mit seinen Freunden John Donnelly (E-Bass), Kevin Fyhn (Gitarre) und Jeff Germain (Schlagzeug) 1970 eine Band, die sie auf einen Vorschlag von Donnellys Vater The V.I.P.’s nannten. Chuaqui übernahm den Gesang. Der Gruppe gelang es, sich einen Namen zu machen, und nachdem sie sich in Cambridge umbenannt hatte, erhielt sie einen Vertrag bei der Künstleragentur The Quicksilver Talent Agency. Diese vermittelte sie unter anderem ins Vorprogramm von Rush.
Nach einem Wechsel des Managements und einer weiteren Namensänderung zu Queen City Kids erhielt die Gruppe einen Plattenvertrag bei CBS Records und nahm 1981 ihr erstes Album mit dem Titel Queen City Kids auf, nach dessen Veröffentlichung sie im Vorprogramm von April Wine, Ozzy Osbourne, Streetheart, Joan Jett und Blue Öyster Cult auf Tournee gingen.
Im Januar 1982 nahm die Gruppe ihr zweites Album, Black Box auf. Als dieses sich als nicht erfolgreich erwies, löste sich die Band nach 13 Jahren in unveränderter Besetzung auf, und Alex Chuaqui wurde Mitglied bei Straw Dog.
Chuaqui schrieb für das 1997 veröffentlichte  Album VI der Band Loverboy die Lieder Secrets und Create a Monster. 2004 arbeitete er, erstmals das Pseudonym BAG nutzend, mit Gene Simmons von Kiss an dessen Soloalbum Asshole. Mit Simmons zusammen schrieb er die Titel If I had a Gun und Dog. 2005 ließ er sich den Namen BAG markenrechtlich schützen. Im selben Jahr erschien auf Simmons’ Label Simmons Records das Album BAG, für das Chuaqui aller Lieder geschrieben, komponiert sowie alle Instrumente eingespielt hatte.

## Diskografie
mit Queen City Kids
- Queen City Kids (1981)
- Black Box (1982)
- 1981: Live (2015)

Solo
- BAG (2005)